# Chirayut Sukkaen
Chirayut Sukkaen (thailändisch จิรายุทธ สุขแก่น, * 23. April 2000) ist ein thailändischer Fußballspieler.

## Karriere
Chirayut Sukkaen spielte bis 2019 in der Mannschaft der Hi-Tech University Sakaeo. Der Verein spielte in der Thailand Amateur League. 2020 wechselte er zum Drittligisten Pathumthani University FC. Mit dem Verein aus Ayutthaya spielte er zuletzt in der Western Region der Liga. Anfang 2022 unterschrieb er einen Vertrag beim Zweitligisten Udon Thani FC. Sein Zweitligadebüt für den Verein aus Udon Thani gab Chirayut Sukkaen am 23. Januar 2022 (20. Spieltag) im Auswärtsspiel gegen den Muangkan United FC. Hier stand er in der Startelf und stand die kompletten 90 Minuten im Tor. Muangkan gewann das Spiel 6:1. Im August 2022 verpflichtete ihn der Ligakonkurrent Ranong United FC. Als Tabellenvorletzter musste er mit dem Verein aus Ranong am Ende der Saison 2022/23 in die dritte Liga absteigen.